# 瓦努阿图驻上海总领事馆
瓦努阿图共和国驻上海总领事馆（英語：Consulate-General of the Republic of Vanuatu in Shanghai）设立于中国上海市，是瓦努阿图在中国设立的首个总领事馆。

## 历史沿革
2007年6月25日开馆。

## 领区
领区包括上海市、江苏省、浙江省和安徽省。  

## 历任总领事
- 张查理（Charles Cheung），华人[3]